# Trục xuất người Triều Tiên ở Liên Xô
Trục xuất người Triều Tiên ở Liên Xô (tiếng Nga: Депортация корейцев в СССР, tiếng Hàn Quốc: 고려인의 강제 이주) là việc cưỡng bức di cư gần 172.000 người Triều Tiên từ Viễn Đông Nga sang Trung Á vào năm 1937 theo chỉ thị của Iosif Vissarionovich Stalin và Vyacheslav Mikhailovich Molotov. Nguyên nhân được cho là để ngăn chặn sự xâm nhập của gián điệp Nhật Bản vào vùng Viễn Đông, vì Triều Tiên vào thời điểm đó thuộc lãnh thổ của Đế quốc Nhật Bản, mặc dù nhiều nhà sử học cho rằng đó là một phần trong kế hoạch "thanh lọc vùng biên giới" của Stalin. Ước tính dựa trên thống kê dân số cho thấy có khoảng 16.500 đến 50.000 người Triều Tiên bị trục xuất đã chết vì đói, hoặc do gặp khó khăn trong việc thích nghi với môi trường mới.
Sau khi lên năm quyền vào năm 1953 và tiến hành quá trình phi Stalin hóa, Nikita Sergeyevich Khrushchyov đã lên án việc trục xuất người dân tộc của Stalin, nhưng không đề cập đến những người Triều Tiên. Ngày nay, những người Triều Tiên lưu vong vẫn sống ở Trung Á, hòa nhập vào xã hội Kazakhstan và Uzbekistan, nhưng các thế hệ mới dần đánh mất văn hóa và ngôn ngữ của họ.

## Bối cảnh
Những người nhập cư từ Triều Tiên đến vùng Viễn Đông đã lần đầu được ghi nhận vào đầu những năm 1860. Những người nông dân nghèo khổ, bất chấp lệnh cấm từ chính quyền Triều Tiên, đã di cư sang các vùng Viễn Đông thuộc Nga, chủ yếu ở Primorskaya và Amur. Họ được đón nhận bởi chính quyền Nga, thậm chí còn được khuyến khích nhập tịch và nhiều người Triều Tiên đã cải sang Chính thống giáo. Nông dân Nga địa phương cũng khuyến khích nhập cư để kiếm lãi từ cho thuê đất. Vào những năm 1880, có 761 gia đình với 5.310 nhân khẩu sống trong lãnh thổ Nga. Theo các điều khoản của hiệp ước Nga-Triều Tiên được ký kết vào ngày 25 tháng 6 năm 1884, tất cả những người Triều Tiên sống ở Viễn Đông cho đến ngày đó đều được công nhận quyền công dân và đất đai, nhưng những người đến sau không được phép ở lại lâu hơn hai năm. Sau khi Triều Tiên bị Nhật Bản thôn tính, số người di cư sang Nga tăng lên nhanh chóng. Các trường dạy tiếng Triều Tiên và báo tiếng Triều Tiên được thành lập. Một bộ máy hành chính dân tộc thiểu số ở Viễn Đông được thành lập với cơ quan toàn quyền về các vấn đề Triều Tiên. Người Triều Tiên được tuyển dụng vào bộ máy hành chính Viễn Đông. Đường lối chính sách này cho thấy người Triều Tiên là một dân tộc thiểu số kiểu mẫu của Liên Xô, tương phản sâu sắc với những người Triều Tiên khốn khổ sống dưới sự chiếm đóng của thực dân Nhật Bản. Dân số Triều Tiên ở Viễn Đông tăng từ 32.410 vào năm 1902 lên 59.715 vào năm 1912, và 168.009 vào năm 1926. Trong số đó, có 84,3% tổng số hộ gia đình người Triều Tiên không sở hữu đất và chỉ có 32,4% được cấp quyền công dân.
Tuy nhiên, với việc Liên Xô chính thức lên nắm quyền, xung đột xảy ra giữa các nhóm dân tộc về vấn đề đất đai. Chính sách của Liên Xô kêu gọi chuyển nhượng đất đai từ địa chủ cho những người canh tác. Điều này có nghĩa là trao đất thuộc sở hữu của người Nga cho những người thuê đất nhập cư. Người Nga phản ứng bằng cách từ chối cho thuê đất và yêu cầu người Triều Tiên tái định cư vào một khu vực khác. Bên cạnh đó, sau Chiến tranh Nga-Nhật 1904–1905 và sự kiện Nhật Bản chiếm đóng bán đảo Triều Tiên, các quan chức Liên Xô gia tăng sự nghi ngờ đối với người Triều Tiên, lo sợ họ có thể được sử dụng làm gián điệp hoặc tuyên truyền phản cách mạng. Quan chức Liên Xô cũng lo ngại rằng sự gia tăng người nhập cư có thể bị Nhật Bản sử dụng như một cái cớ để mở rộng lãnh thổ. Chính quyền địa phương tăng cường các biện pháp để ngăn cản làn sóng nhập cư tiếp theo. Cũng trong giai đoạn này, đề xuất thành lập một Cộng hòa xã hội chủ nghĩa Xô viết tự trị cho người Triều Tiên bị bác bỏ vào năm 1925. Vào ngày 6 tháng 12 năm 1926, chính phủ trung ương đã ban hành một sắc lệnh xác nhận kế hoạch tái định cư hầu hết người dân Triều Tiên ra phía bắc vĩ tuyến 48,5 (phía bắc Khabarovsk). Theo sắc lệnh này, tất cả những người Triều Tiên chưa được cấp đất - hơn một nửa dân số - sẽ được tái định cư về phía bắc, trên đất do chính phủ cung cấp, cho phép họ có cơ hội tốt hơn để phát triển văn hóa dân tộc. Điều này đã khiến những người Cộng sản Triều Tiên tức giận bởi họ vốn đang canh tác trên những vùng đất màu mỡ và bị buộc phải di dời không tự nguyện. Kế hoạch này chưa từng được thực hiện.
Từ năm 1928 đến năm 1932, bạo lực bài Triều Tiên và bài Trung Quốc gia tăng ở vùng Viễn Đông, khiến 50.000 người nhập cư phải chạy về Triều Tiên. Vào ngày 13 tháng 4 năm 1928, chính quyền Liên Xô thông qua nghị định yêu cầu di chuyển người Triều Tiên phải ra khỏi vùng biên giới nhạy cảm, từ Vladivostok đến Khabarovsk, và để định cư người Slav vào khu vực, hầu hết bao gồm các lính Hồng quân đã xuất ngũ. Một kế hoạch 5 năm chính thức kêu gọi tái định cư cho 88.000 người Triều Tiên không có quốc tịch ở phía bắc Khabarovsk, ngoại trừ những người đã chứng tỏ lòng trung thành và sự tận tâm hoàn toàn của họ đối với của Liên Xô. Trên thực tế, chỉ có 1.342 người Triều Tiên tái định cư vào năm 1930, trong đó có 431 người bị ép. Năm 1931, kế hoạch chính thức bị hủy bỏ. Cuối cùng, chỉ có năm trăm gia đình (khoảng 2.500 người) được tái định cư.

## Nghị quyết số 1428-326cc: Lập kế hoạch cưỡng chế di dời
Ngày 17 tháng 7 năm 1937, Ủy ban Chấp hành Trung ương Liên Xô ra nghị quyết tuyên bố vùng biên giới là "khu vực phòng thủ đặc biệt", và một số dân tộc thiểu số bị coi là mối đe dọa đối với an ninh của Liên Xô, bao gồm cả người Đức, Người Ba Lan và người Triều Tiên. Vào ngày 23 tháng 4 năm 1937, tờ Pravda cáo buộc người Triều Tiên và người Trung Quốc là điệp viên của Nhật Bản, trong khi chính phủ Liên Xô đóng cửa biên giới và khởi xướng "thanh lọc vùng biên giới". 
Vào ngày 21 tháng 8 năm 1937, Hội đồng Dân ủy Liên Xô thông qua sắc lệnh số 1428-326сс ký bởi Vyacheslav Mikhailovich Molotov và Iosif Vissarionovich Stalin, yêu cầu hoàn thành trước ngày 1 tháng 1 năm 1938. Nghị quyết yêu cầu trục xuất người Triều Tiên từ Viễn Đông sang Kazakhstan và Uzbekistan, và nhấn mạnh không ngăn cấm người Triều Tiên rời khỏi đất nước hồi hương nếu họ
muốn.
Lý do chính thức cho nghị quyết 1428-326cc là để ngăn chặn sự xâm nhập của gián điệp Nhật Bản vào vùng Viễn Đông. Tuy nhiên nghị quyết này đã ra lệnh trục xuất người Triều Tiên trong khi không có bất kỳ nỗ lực nào được thực hiện để xác định những người Triều Tiên nào đã tham gia vào hoạt động gián điệp. Kể từ ngày 29 tháng 8 năm 1937, tất cả lính biên phòng Triều Tiên đã được triệu hồi. Vào ngày 5 tháng 9 năm 1937, 12 triệu rúp được gửi khẩn cấp đến Ủy ban Viễn Đông để hỗ trợ thực hiện hoạt động này.

## Trục xuất
Mặc dù sắc lệnh đã được ban hành vào tháng 8, chính quyền đã trì hoãn việc thi hành trong 20 ngày để chờ người dân Triều Tiên hoàn thành vụ thu hoạch. Vào ngày 1 tháng 9 năm 1937, nhóm đầu tiên gồm 11,807 người bị trục xuất. Họ đã phải để lại động sản và nhận "biên lai trao đổi". Tuy nhiên, những biên lai đó được điền vào một cách vội vàng và không được coi là một văn bản pháp lý ràng buộc. Chính quyền Liên Xô buộc những người bị trục xuất trả 5 rúp mỗi ngày trong hành trình di chuyển. Những người không chống lại tái định cư đã được thưởng 370 rúp. Cảnh sát mật Liên Xô, Bộ Dân ủy Nội vụ Liên Xô sẽ đi từ nhà này sang nhà khác, gõ cửa và thông báo cho những người bên trong phải thu gọn tất cả đồ đạc, giấy tờ cá nhân và tất cả thực phẩm có thể tìm thấy ở nhà trong thời gian chưa tới nửa giờ và đi theo họ. Những người bị buộc di chuyển không được thông báo trước về nơi sẽ bị trục xuất tới.
Tính đến cuối tháng 9, 74.500 người Triều Tiên đã bị đuổi khỏi Spassk, Posyet, Grodekovo, Birobidzhan và một số vùng khác. Trong giai đoạn thứ hai, bắt đầu từ ngày 27 tháng 9 năm 1937, chính quyền mở rộng việc tìm kiếm những người Triều Tiên ở Vladivostok, Cộng hòa xã hội chủ nghĩa Xô viết tự trị Buryat, Chita và Khabarovsk. Những người bị trục xuất được vận chuyển bằng đường sắt trên 124 chuyến tàu. Trong chiến dịch này, 7.000 người Trung Quốc cũng bị trục xuất cùng với những người Triều Tiên. Trong trường hợp kết hôn hỗn hợp, nếu người chồng là người Triều Tiên, toàn bộ gia đình sẽ bị trục xuất. Chỉ khi người chồng không phải là người Triều Tiên và người vợ là người Triều Tiên, thì mới được miễn lệnh. Các sĩ quan Bộ Dân ủy Nội vụ Liên Xô được phép ở trong những ngôi nhà của người Triều Tiên bỏ lại.  Năm đến sáu gia đình (25 đến 30 người) được xếp vào một khoang đoàn tàu chở hàng. Cuộc hành trình của họ kéo dài từ 30 đến 40 ngày. Hệ thống vệ sinh bên trong những chuyến tàu này có chất lượng kém. Những người Triều Tiên bị trục xuất phải ăn, nấu, ngủ và vệ sinh trên những toa tàu này.
Vào ngày 29 tháng 10 năm 1937, Nikolay Ivanovich Yezhov cho biết rằng 171.781 người Triều Tiên đã rời đi. Những người duy nhất ở lại, 700 người định cư ở Kamchatka và Okhotsk, được cho là sẽ bị trục xuất vào ngày 1 tháng 11 năm 1937. Ngoài ra, trong thư cũng cho biết 2.500 người Triều Tiên đã bị bắt trong chiến dịch này.
Tổng cộng có tất cả 171.781 người đã bị trục xuất. Họ di chuyển hành trình hàng ngàn cây số trên các chuyến tàu đến các khu định cư đặc biệt ở Cộng hòa Xã hội chủ nghĩa Xô viết Kazakhstan và Cộng hòa Xã hội chủ nghĩa Xô viết Uzbekistan. Ít nhất 500 người đã chết trong chuyến đi. Thay vì bảy theo kế hoạch ban đầu, người Triều Tiên định cư ở 44 khu vực. 37.321 người đã được gửi đến vùng Tashkent; 9.147 đến vùng Samarkand; 8.214 đến vùng Fergana; 5,799 đến vùng Khwarazm; 972 đến khu vực Namangan, v.v... Nhìn chung, 18.300 hộ gia đình Triều Tiên đã bị trục xuất đến Uzbekistan và 20.141 hộ gia đình đến Kazakhstan. Một số người đã được tái định cư lần thứ hai, như trường hợp của 570 gia đình Triều Tiên chuyển đến Astrakhan để kiếm việc làm trong ngành đánh bắt cá. Cuối cùng, khoảng 100.000 người Triều Tiên đã được gửi đến Kazakhstan và hơn 70.000 đến Uzbekistan.
Vào năm 1940, một lượng người Triều Tiên tiếp tục được tái định cư, lần này là từ vùng Murmansk đến Altai. Một sắc lệnh do Lavrenty Pavlovich Beria ký yêu cầu 675 gia đình gồm 1.743 nhân khẩu, bao gồm cả người Đức, Ba Lan, Trung Quốc và Triều Tiên, phải được di dời khỏi các khu vực biên giới. Vào ngày 10 tháng 1 năm 1943, một nghị quyết của Ủy ban Quốc phòng Nhà nước yêu cầu 8.000 người Triều Tiên giải ngũ khỏi Hồng quân và gửi đến các tiểu đoàn lao động cùng với những người Triều Tiên khác ở Trung Á. Việc trục xuất lẻ tẻ những người Triều Tiên còn lại tiếp tục cho đến năm 1946.
Nhiều vùng ở Viễn Đông bị bỏ trống. Các quan chức Liên Xô tiếp quản những tòa nhà còn sót lại. Mặc dù chính phủ Liên Xô đã lên kế hoạch định cư 17.100 gia đình, chỉ có 3.700 gia đình chuyển vào năm 1939.

## Trải nghiệm của những người bị trục xuất

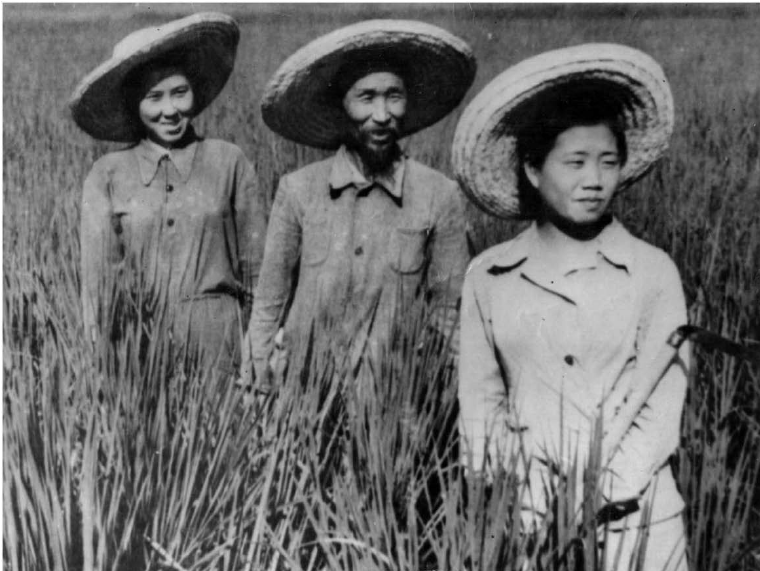
Những người Triều Tiên bị trục xuất khỏi vùng Viễn Đông của Liên Xô tại một trang trại tập thể ở Uzbekistan (1937)

Những người bị trục xuất được phép mang theo gia súc và nhận được một số khoản bồi thường (trung bình 6.000 rúp cho mỗi gia đình) cho tài sản bị bỏ lại. Chính phủ Liên Xô thường lơ là trong quá trình tái định cư này. Ví dụ, 4.000 người Triều Tiên đến Kostanay bằng tàu hỏa vào ngày 31 tháng 12 năm 1937 đã dành gần một tuần trong xe khách trước khi có bất kỳ dấu hiệu nào từ chính quyền địa phương.
Đến tháng 10 năm 1938, 18.649 hộ gia đình Triều Tiên đã thành lập 59 kolkhoz trong khi 3.945 hộ gia nhập 205 kolkhoz thành lập từ trước. Họ phải đối mặt với tình trạng thiếu nhà ở, nước, thực phẩm, thuốc men, và việc làm trong giai đoạn đầu. Nhiều người sống sót nhờ vào lòng tốt của người dân địa phương Kazakhstan hoặc Uzbekistan, những người đã chia sẻ thức ăn với họ hoặc cho họ chỗ ở, mặc dù bản thân họ có số lượng hạn chế.
Những người định cư trong các trang trại tập thể được giao sản xuất lúa, rau, đánh cá và trồng bông. Chính phủ Liên Xô đã không chuẩn bị đầu đủ cho nhiều người dân tái định cư. Một số khu vực thiếu vật liệu xây dựng để xây dựng các ngôi nhà hoặc trường học mới. Tại khu vực Tashkent, trong số 4.151 ngôi nhà hai tầng được quy hoạch cho những người bị trục xuất, chỉ có 1.800 ngôi nhà được hoàn thành vào cuối năm 1938, buộc nhiều người phải tìm chỗ ở trong doanh trại, nhà đất và những nơi khác. Các vấn đề khác là thuế cao và việc cướp bóc vật liệu xây dựng.

### Số lượng người chết
Nhiều người chết vì đói, bệnh tật và phơi nắng gió trong những năm đầu tiên ở Trung Á. Sốt phát ban và sốt rét cũng là những nguyên nhân gây tử vong. Các ước tính dựa trên thống kê dân số cho thấy tổng số người Triều Tiên bị trục xuất chết là thấp nhất là khoảng từ 16.500 đến 25.000 hoặc 28.200, và cao nhất có thể lên đến 40.000 và 50.000.

### Hòa nhập
Bộ Dân ủy Nội vụ Liên Xô và Hội đồng Ủy ban Nhân dân không thể thống nhất về tình trạng của những người Triều Tiên bị trục xuất. Họ không được coi là những người định cư đặc biệt, cũng như không bị coi là lưu vong. Cuối cùng, vào ngày 3 tháng 3 năm 1947, Bộ trưởng Bộ Nội vụ  S. N. Kruglov đã ký một chỉ thị cấp hộ chiếu cho những người Triều Tiên bị trục xuất, mặc dù chỉ có thể được sử dụng trong phạm vi Trung Á. Yezhov đã chấp thuận chuyển một trường sư phạm Triều Tiên, một nhà xuất bản và các kho sách tiếng Hàn, nhà hát Triều Tiên cũng như một tờ báo tiếng Triều Tiên sang Kazakhstan, khiến khu vực này trở thành trung tâm đời sống trí thức Triều Tiên ở Liên Xô.
Do làm việc chăm chỉ, những người Triều Tiên lưu vong đã đạt được chức vụ cao hạng cao trong cơ sở công nghiệp, giáo dục và chính quyền địa phương.  Hàng chục người Triều Tiên ở Kazakhstan và Uzbekistan được phong là Anh hùng Lao động Xã hội Chủ nghĩa, bao gồm Kim Pen-Hwa, chủ tịch một trang trại tập thể; Hwan Man-Kim, Đảng viên Đảng Cộng sản Uzbekistan; và Lyubov Li, một người thu hoạch ngô. Sau khi Đức Quốc xã xâm lược Liên Xô, nhiều người Triều Tiên đã được gọi đi lính và gửi ra mặt trận. Một trong số họ, Aleksandr Pavlovich Min, đã được trao tặng danh hiệu Anh hùng Liên Xô, danh hiệu cao quý nhất của đất nước. Người Triều Tiên đã được bầu vào Quốc hội của Liên Xô và các nước Cộng hòa Trung Á. Đến những năm 1970, số lượng người Triều Tiên có bằng đại học cao gấp đôi so với mặt bằng chung của dân số.

## Hậu quả và di sản
Việc chuyển giao cưỡng bức này đã đánh dấu tiền lệ cho các sự kiện trục xuất sau này của Stalin trong và sau Chiến tranh thế giới thứ hai, khi nhiều dân tộc khác bị trục xuất. Mặc dù chính sách phi kulak hóa trước đó mục đích là chống lại địa chủ, những người nông dân giàu có, bị coi là "kẻ thù của nhân dân", người Triều Tiên bị trục xuất thuộc mọi tầng lớp, và hầu hết đều là nông dân nghèo.
Khi nghe tin về việc tái định cư, các quan chức Nhật Bản đã khiếu nại thông qua đại sứ quán ở Moscow vào tháng 11 năm 1937, tuyên bố rằng những người này là công dân Nhật Bản, là một phần của Đế quốc Nhật Bản, và Liên Xô không được phép làm vậy. Các quan chức Liên Xô bác bỏ khiếu nại này, tuyên bố những người Triều Tiên đó là công dân Liên Xô.
Sau cái chết của Stalin vào năm 1953, nhà lãnh đạo mới của Liên Xô Nikita Sergeyevich Khrushchyov bắt đầu quá trình phi Stalin hóa, đảo ngược nhiều chính sách trước đây của Stalin. Trong bài phát biểu vào năm 1956, Khrushchyov đã lên án việc trục xuất người dân tộc thiểu số. Tuy nhiên, ông không đề cập đến những người Triều Tiên trong số những người bị trục xuất này. Năm 1957 và 1958, người Triều Tiên bắt đầu đệ đơn lên chính quyền Liên Xô, yêu cầu bồi thường.
Từ năm 1959 đến năm 1979, số lượng người Triều Tiên tăng 24% ở Kazakhstan; 18% ở Uzbekistan; 299% ở Kyrgyzstan và 373% ở Tajikistan. Một trong những hậu quả lớn nhất của chính sách này là các thế hệ mới dần đánh mất văn hóa và ngôn ngữ của họ. Theo Điều tra dân số Liên Xô năm 1970, từ 64% đến 74% người Triều Tiên nói tiếng Triều Tiên như ngôn ngữ mẹ đẻ, nhưng đến đầu những năm 2000, tỷ lệ này giảm xuống chỉ còn 10%.
Vào ngày 14 tháng 11 năm 1989, Hội đồng tối cao của Liên Xô tuyên bố tất cả các vụ trục xuất Stalin là bất hợp pháp. Vào ngày 26 tháng 4 năm 1991, Xô Viết Tối cao của Cộng hòa Xã hội chủ nghĩa Xô viết Liên bang Nga, dưới quyền chủ tịch Boris Nikolayevich Yeltsin, đã thông qua luật Về việc phục hồi các dân tộc bị đàn áp với Điều 2 công nhận tất cả các vụ trục xuất hàng loạt là chính sách diệt chủng của Stalin.
Vào ngày 1 tháng 4 năm 1993, Liên bang Nga đã ban hành sắc lệnh "Về việc phục hồi người Triều Tiên Liên Xô", thừa nhận rằng việc trục xuất họ là bất hợp pháp và họ về lý thuyết có thể quay trở lại Viễn Đông.
Vào những năm 2000, những người Triều Tiên hậu Xô Viết bắt đầu mất đi sự gắn kết văn hóa, do các thế hệ mới không nói tiếng Triều Tiên nữa, trong khi 40% các cuộc hôn nhân là hỗn hợp. Cũng trong khoảng thời gian đó, một số người Koryo-saram đã sang vùng Viễn Đông của Nga, tìm hiểu xem liệu có thể di cư trở lại khu vực đó và có được một khu tự trị của Triều Tiên hay không, nhưng không nhận được bất kỳ sự hỗ trợ nào từ chính quyền Nga hoặc người dân địa phương. Cuối cùng, họ đã từ bỏ ý tưởng.
Theo Bộ Ngoại giao Hàn Quốc, năm 2013 có 176.411 người Triều Tiên sống ở Liên bang Nga, 173.832 người ở Uzbekistan và 105.483 người ở Kazakhstan.

### Quan điểm hiện đại
Nhà sử học người Nga Pavel Markovich Polian coi tất cả các vụ trục xuất toàn bộ các nhóm dân tộc trong thời kỳ của Stalin là tội ác chống lại loài người. Ông kết luận rằng lý do thực sự của việc trục xuất là một phần chính sách "thanh lọc vùng biên giới" của Stalin đối với các vùng phía tây và phía đông của Liên Xô.
Học giả người Kazakhstan-Triều Tiên, German Nikolaevich Kim cho rằng một trong những lý do dẫn đến việc trục xuất có thể là nhằm áp bức các dân tộc thiểu số có thể gây ra mối đe dọa cho hệ thống xã hội chủ nghĩa hoặc như một con bài thương lượng chính trị, củng cố các khu vực biên giới với Trung Quốc và Nhật Bản. Ngoài ra, Kim chỉ ra rằng 1,7 triệu người đã thiệt mạng trong nạn đói ở Kazakhstan năm 1931–33, trong khi một triệu người nữa chạy khỏi Kazakhstan, gây ra tình trạng thiếu lao động, bởi vậy Stalin đã tìm cách bù đắp bằng cách trục xuất các sắc tộc khác ra đó. Học giả Vera Tolz từ Đại học Manchester coi việc trục xuất người Triều Tiên này là một ví dụ về chính sách phân biệt chủng tộc ở Liên Xô. Terry Martin, một giáo sư ngành Nga học, coi sự kiện này là thanh lọc sắc tộc. Alexander Kim, Phó Giáo sư tại Học viện Nông nghiệp Nhà nước Primorye, đồng ý rằng người Triều Tiên ở Liên Xô là những nạn nhân đầu tiên của sự đàn áp dân tộc ở Liên Xô, trái ngược với các cam kết bình đẳng cho tất cả mọi người. Farid Shafiyev, chủ tịch Trung tâm Phân tích Quan hệ Quốc tế có trụ sở tại Baku, giả định rằng chính sách của Liên Xô luôn là sự Nga hóa các vùng biên giới.

## Mối quan hệ với Hàn Quốc ngày nay

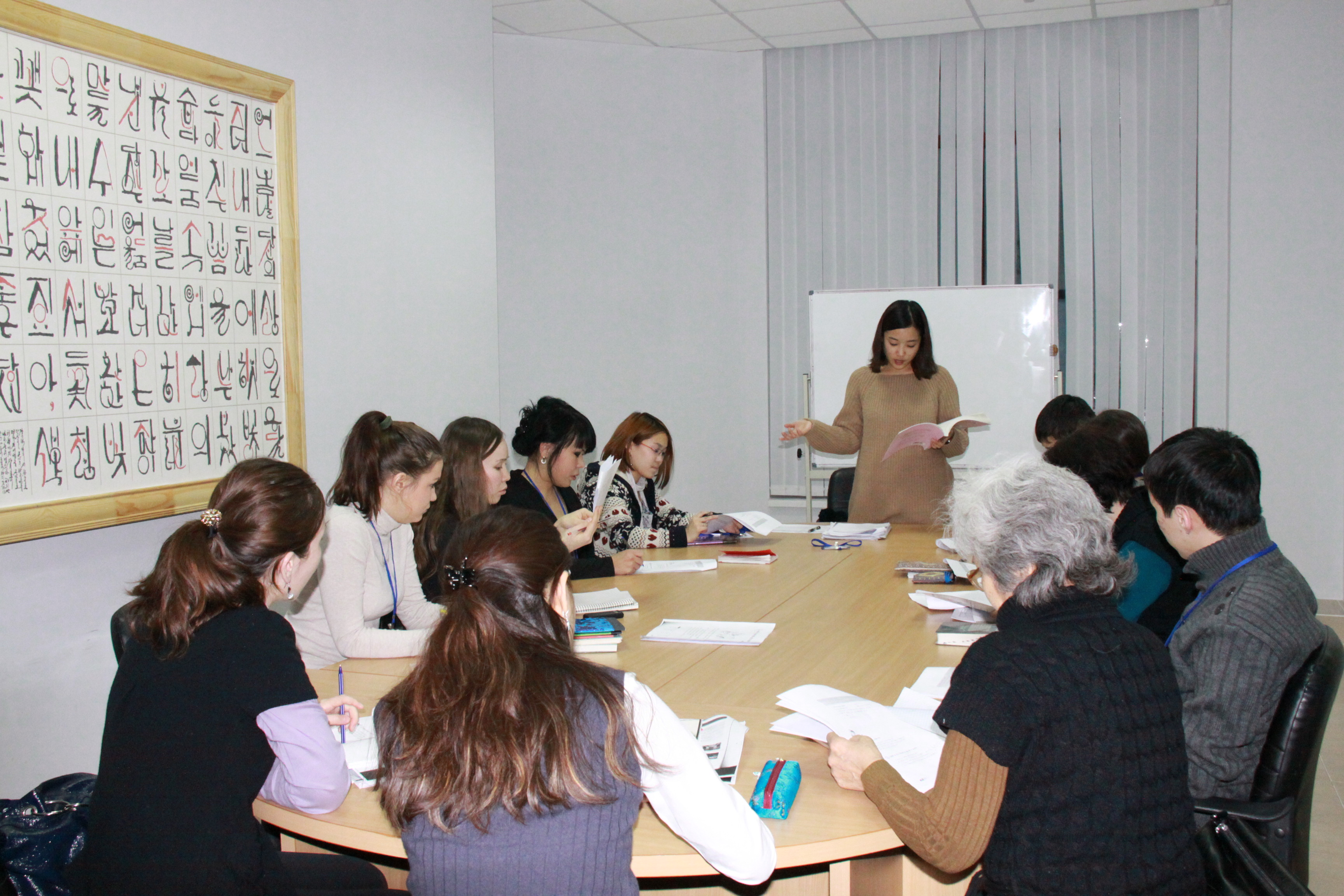
Học tiếng Triều Tiên tại một trung tâm ở Kazakhstan vào năm 2010

Sau khi Liên Xô tan rã, một số người Triều Tiên ở Trung Á đã đến Hàn Quốc để thăm họ hàng xa của họ, nhưng hầu hết từ chối chuyển đến Hàn Quốc, do khác biệt về văn hóa. Bởi vậy chưa bao giờ có phong trào hồi hương lớn của người Triều Tiên ở Liên Xô cũ.
Những nhà truyền giáo từ Hàn Quốc đã đến Trung Á và Nga để dạy tiếng Triều Tiên miễn phí tại các trường học và đại học. K-pop đã truyền cảm hứng cho nhiều người trẻ học tiếng Triều Tiên. Phim điện ảnh và truyền hình Hàn Quốc trở nên phổ biến vào những năm 2000 ở Uzbekistan, bao gồm cả người Triều Tiên. Sau những hành động thù địch với những người không theo đạo Hồi ở Uzbekistan, một số người Triều Tiên địa phương cuối cùng đã chuyển đến Hàn Quốc. Kim ngạch song phương giữa Kazakhstan và Hàn Quốc lên tới 4 tỷ USD vào năm 2018. Vào năm 2014, thành phố Seoul đã thành lập Công viên Seoul ở Tashkent để củng cố mối quan hệ văn hóa giữa Hàn Quốc và Uzbekistan. Vào tháng 7 năm 2017, nhân kỷ niệm 80 năm ngày trục xuất, các quan chức Tashkent đã khánh thành một đài tưởng niệm các nạn nhân bị trục xuất. Buổi lễ có sự tham gia của Thị trưởng Seoul Park Won-soon.

## Trích dẫn
1. 1 2  Gwangju News (2013).
2. 1 2  Lee Han-seung (2011).
3. 1 2  D.M. Ediev (2004).
4. 1 2  Rywkin (1994), tr. 67.
5. 1 2  Saul (2014), tr. 105.
6. 1 2 3  Polian (2004), tr. 102.
7. 1 2  Shafiyev (2018), tr. 150.
8. 1 2  Shafiyev (2018), tr. 157.
9. 1 2 3  Saveliev (2010), tr. 485.
10. 1 2  Bugay (1996), tr. 25.
11. 1 2  Bugay (1996), tr. 26.
12. 1 2 3  Martin (1998), tr. 835.
13. ↑  Martin (1998), tr. 833.
14. ↑  Martin (1998), tr. 833-834.
15. ↑  Polian (2004), tr. 98.
16. 1 2 3  Martin (1998), tr. 834.
17. ↑  Bugay (1996), tr. 28.
18. ↑  Polian (2004), tr. 62.
19. 1 2  Martin (1998), tr. 840.
20. ↑  Martin (1998), tr. 841.
21. ↑  Adams (2020), tr. 149.
22. 1 2 3  Polian (2004), tr. 99.
23. 1 2 3  Adams (2020), tr. 150.
24. 1 2  Bugay (1996), tr. 29–30.
25. 1 2 3  Hoffmann (2011), tr. 300.
26. 1 2  Chang (2018), tr. 157.
27. 1 2  Chang (2018), tr. 155.
28. 1 2 3  Bugay (1996), tr. 30.
29. 1 2  Victoria Kim (2016).
30. 1 2 3 4 5  Polian (2004), tr. 100.
31. 1 2 3 4  Jo (2017), tr. 46.
32. ↑  Martin (1998), tr. 851.
33. ↑  Wong (2015), tr. 68; Polian (2004), tr. 99; Tikhonov (2015), tr. 23; Jo (2017), tr. 45.
34. ↑  Bugay (1996), tr. 32.
35. ↑  Kim (b) (2003), tr. 66.
36. 1 2 3  Bugay (1996), tr. 36.
37. 1 2 3  Polian (2004), tr. 101.
38. ↑  Weitz (2015), tr. 79.
39. 1 2  Bugay (1996), tr. 35.
40. 1 2 3  Human Rights Watch (1991), tr. 28.
41. 1 2 3 4  Kim (2003), tr. 25.
42. ↑  Martin (1998), tr. 852.
43. ↑  Kho (1987), tr. 190.
44. ↑  Kim (b) (2003), tr. 67.
45. ↑  Ellman (2002), tr. 1158.
46. ↑  Park (2019), tr. 244.
47. ↑  Hunt (2003), tr. 155.
48. ↑  Jo (2017), tr. 51–52.
49. ↑  Statiev (2005), tr. 285.
50. ↑  Perovic (2018), tr. 320.
51. ↑  Feldbrugge, Sivakoff & Avilov (1995), tr. 414.
52. ↑  Drobizheva (2015), tr. 295.
53. ↑  Kim (2003), tr. 28.
54. ↑  Jo (2017), tr. 49.
55. ↑  Polian (2004), tr. 125–126.
56. ↑  Kim (2009), tr. 18.
57. ↑  Tolz (1993), tr. 161.
58. ↑  Martin (1998), tr. 815.
59. ↑  Kim (2012), tr. 267.
60. ↑  Human Rights Watch (1991), tr. 30.
61. ↑  Jo (2017), tr. 52.
62. ↑  Jo (2017), tr. 56.
63. ↑  Jo (2017), tr. 57.
64. ↑  Korea Post (2019).
65. ↑  The Dong-a Ilbo (2017).